# Нори
Нори (海苔) је јапански назив за различите врсте јестивих морских алги које спадају у црвене алге порфира (Porphyra); укључујући најистакнутије врсте P. yezoensis и P. tenera. Готов производ се добија исушивањем и скупљањем алги, сличан производњи папира. Јапан, Кореја и Кина су тренутно највећи произвођачи нори алги.
Раније се под називом нори мислило на много више врста алги него што је то случај данас; па је тако и алга Хиџики спадала у ту групу. Један од најранијих описа алге нори налази се у Тајхо законику из 701. године, где се спомиње њено опорезивање. Нори се раније припремао у виду каше а тек касније у току Едо периода, у Едо четврти Асакуса, створен је нори у облику танких листова који се и данас тако обрањује. Овај поступак обраде води порекло од јапанског начина прављења папира.
Нори се састоји од 1/3 протеина и 1/3 јестивих влакана. Садржи висок постотак јода, каротена, витамина А, Б и Ц, као и значајну количину калцијума и гвожђа. Док храњива вредност нори алге може да варира, у просеку 100 грама исушеног јаки-нори саджи:
- Протеини - 41.4г
- Масти - 3.7г
- Јестива влакна - 36.0г
- Калцијум - 280мг
- Магнезијум - 300мг
- Калијум - 2.4мг
- Јод - 6мг
- Цинк - 3.6мг
- Гвожђе - 11.4мг
- Витамин А (β-каротен) - 25мг
- Витамин Е - 4.6мг
- Витамин К  - 390μг
- Витамин Б1 - 690μг
- Витамин Б2 - 2.33мг
- Витамин Б3 - 11.7мг
- Витамин Б6 - 590μг
- Витамин Б12 - 57.6μг
- Витамин Б9 - 1.90μг
- Витамин Б5 - 1.18мг
- Витамин Ц - 210мг